# Bente Thomsen
Bente Thomsen, född den 4 januari 1955 i  Ålbæk, Danmark är en inte längre aktiv dansk handbollsspelare.

## Karriär
Bente Thomsen spelade det mesta av sin karriär för Lyngså BK på Nordjylland. 1984 i september blev hon spelande tränare i Lyngså BK. Klubben var på uppgång i seriesystemet och lyckades 1985 ta sig upp i högsta damserien. Redan första säsongen 1986 vann man pokalfinalen, den dansk cupen. Den 17 april 1988 vann Lyngså BK danska mästerskapet för första och enda gången i klubbens historia. Man vann också ytterligare en pokalfinal. Bente Thomsen är alltså DM-guldvinnare och dubbel cupguldvinnare i Danmark.

### Landslagskarriär[2]
Bente Thomsen debuterade i A-landslaget i Bjeverskov den 18 december 1982 mot Polen i dansk seger med 25-20 och Thomsen stod för 1 mål. Hon spelade sedan 118 landskamper och gjorde 236 mål för Danmark till den 10 september 1989 då hon spelade sin sista landskamp mot Tjeckoslovakien i en dansk förlustmatch 23-26. Hon var en av de stora i landslaget och var lagkapten i landslaget. Danmark spelade vid denna tid i B- eller C-VM så landskamperna gav inga meriter att tala om.

## Meriter
- DM-guld med Lyngså BK 1988
- 2 Cupguld i danska pokalturneringen med Lyngså BK

### Fotnoter
1. ↑  ”Lynså Boldklub”. http://www.lyngsaaboldklub.dk/40aarhandbold2.htm. Läst 18 mars 2019.
2. ↑  ”Haslund info / Bente Thomsen”. http://www.haslund.info/haandbold/20_dame/20_spillere/thoben.asp. Läst 18 mars 2019.
3. ↑  ”De løtter we døn´n i Lyngser”. http://www.saebyavis.dk/2014/06/08/de-loetter-we-doenn-i-lyngser/. Läst 18 mars 2019.